# Alžběta Brunšvicko-Wolfenbüttelská
Alžběta Brunšvicko-Wolfenbüttelská (23. února 1567 Hessen – 24. října 1618 Otterndorf) byla brunšvicko-wolfenbüttelskou princeznou, prvním sňatkem holštýnsko-schauenburskou hraběnkou a druhým sňatkem brunšvicko-harburskou vévodkyní.

## Život
Alžběta se narodila jako dcera vévody Julia Brunšvicko-Wolfenbüttelského (1528–1589) a jeho manželky Hedviky (1540–1602), dcery kurfiřta Jáchyma II. Hektora Braniborského.
V roce 1568 přestoupilo opatství Gandersheim pod Juliovým nátlakem k protestantismu. Abatyše Markéta z Chlumu však zůstávala katoličkou. Julius se snažil, aby byla na její místo zvolena Alžběta. To však opatství odmítlo. V roce 1582 se Julius tohoto plánu vzdal a začal Alžbětě hledat vhodného manžela.
Alžběta se poprvé provdala 6. května 1583 ve Wolfenbütelu v šestnácti letech za o dvacet let staršího hraběte Adolfa XI. Holštýnsko-Schauenburského (1547–1601).
Po Adolfově smrti se 28. října 1604 jako sedmatřicetiletá vdova na zámku Harburg znovu vdala za o tři roky mladšího vévodu Kryštofa Brunšvicko-Harburského (1570–1606). O dva roky později manžel zemřel po pádu na zámku Harburg.
V letech 1609 až 1617 žila Alžběta ve městě Brémy. V roce 1617 se vrátila do Harburgu. O rok později zemřela v Otterndorfu. Pohřbena byla v Harnburgu po boku svého druhého manžela.

## Potomci
Z prvního manželství měla Alžběta syna:
- Julius (1585–1601)

Druhé její manželství zůstalo bezdětné.